# Cumhur Yılmaztürk
Cumhur Yılmaztürk (* 5. Januar 1990 in Istanbul) ist ein türkischer Fußballspieler in Diensten von İnegölspor.

## Karriere

### Verein
Yılmaztürk kam im Istanbuler Stadtteil Bakırköy auf die Welt. Hier begann er mit dem Vereinsfußball in der Jugend von Terazidere SK und wechselte ein Jahr später in die Jugend von Galatasaray Istanbul. 2009 unterschrieb er mit Galatasaray seinen ersten Profivertrag, spielte er weiterhin für die Reservemannschaft. Lediglich einmal kam er in einem Süper-Lig-Spiel für das Profiteam zum Einsatz.
Im Sommer 2011 wechselte er zum Zweitligisten Çaykur Rizespor. Hier spielte er in der Hinrunde überwiegend für die Reservemannschaft und spielte ab der Rückrunde für die Profis. In der Saison 2012/13 wurde er mit dem Verein Vizemeister und stieg somit in die Süper Lig auf.
Für die Spielzeit 2013/14 wurde er an den Zweitligisten Kahramanmaraşspor ausgeliehen. Im Sommer 2104 wechselte er zum Drittligisten Altay Izmir.

## Erfolge
Mit Çaykur Rizespor
- Vizemeister der TFF 1. Lig 2012/13 und Aufstieg in die Süper Lig